# Leonardo Padura

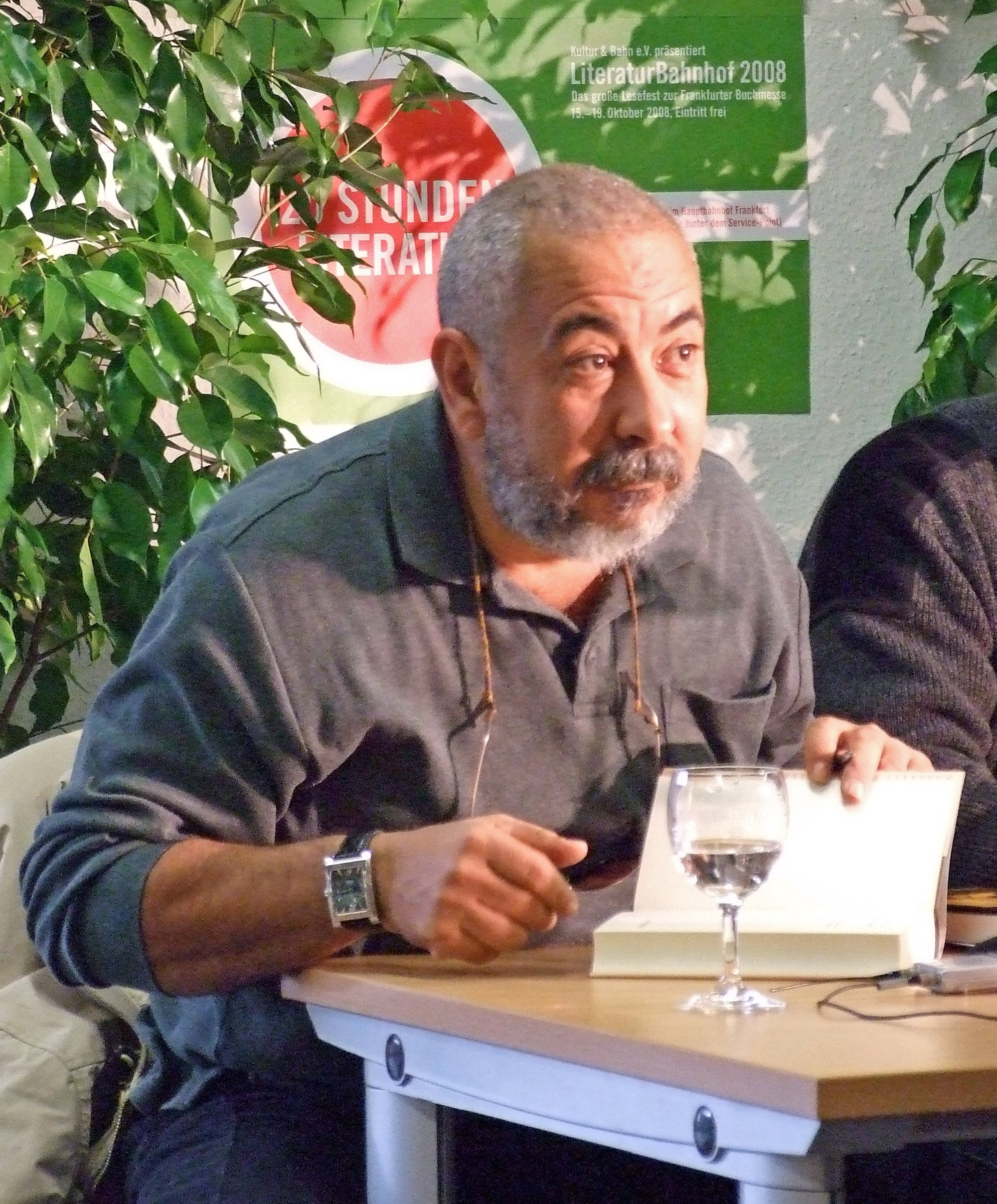
Leonardo Padura (2008)

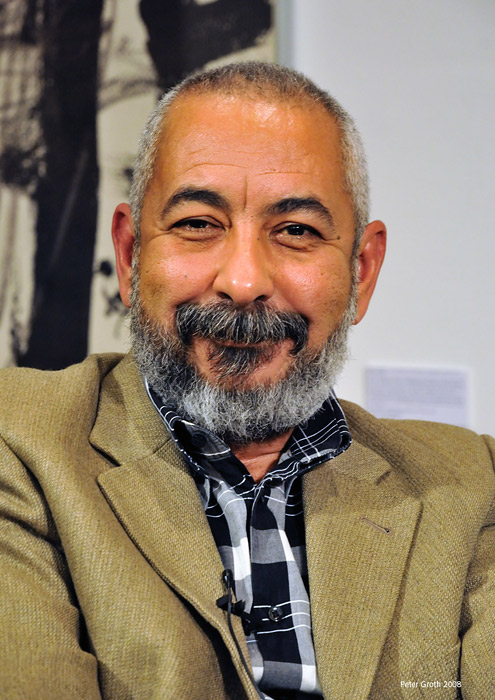
Leonardo Padura in Berlin (2008)

Leonardo Padura Fuentes (* 9. Oktober 1955 in Havanna) gehört zu den erfolgreichsten und populärsten zeitgenössischen Schriftstellern Kubas und hat den kubanischen Kriminalroman von Grund auf erneuert (Novela neopolicíaca o  neopolicial). Für sein Werk erhielt er zahlreiche Auszeichnungen und Preise.

## Leben und Werk
1980 schloss Padura sein Studium der Literaturwissenschaft an der Universität Havanna ab. Seine Reportagen als Journalist bei El Caimán Barbudo hatten viel Erfolg. Da sie aber an Tabus kratzten, folgte als Sanktion sein Wechsel zur Jugendzeitschrift Juventud Rebelde. Daneben veröffentlichte er literaturwissenschaftliche Essays und Bücher. Er schrieb über Alejo Carpentier, über Inca Garcilaso de la Vega und über das Leben und Werk verschiedener anderer kubanischer und lateinamerikanischer Autoren. 1989 wurde er Chefredakteur von La Gaceta de Cuba und begann, Kriminalromane zu schreiben.
In seinem „Havanna-Quartett“ fängt er die spezifische Stimmung der Krisenjahre Anfang der 1990er ein, in denen Kuba wirtschaftlich unter dem Wegbrechen der Solidar- und Handelsbeziehungen zum ehemaligen Ostblock zu leiden hatte. Der Polizeikommissar Teniente (Leutnant) Mario Conde als Protagonist repräsentiert eine Generation von Enttäuschten und romantisch Nostalgischen. Er leidet unter den Arbeitsbedingungen und trennt sich folgerichtig im Laufe seiner Persönlichkeitsentwicklung im letzten Band der Tetralogie „Das Meer der Illusionen“ vom Polizistenberuf. Das ist ganz ähnlich wie bei Jean-Claude Izzos Marseille-Trilogie. Der weiterhin mit der Ermittlung von zunehmend in der Vergangenheit liegenden Todesfall-Rätseln befasste Mario Conde schlägt sich in den letzten Romanen der inzwischen zehnteiligen Serie als An- und Verkäufer antiquarischer Bücher durch. Ohnehin war der Autor nie am Abbilden realer Polizeiarbeit interessiert, sondern bestand darauf, dass seine Gestalten vor allem erzählerischen Gesetzen gehorchen sollten.
Padura benutzt das Kriminalgenre als Rahmen für Gesellschaftsromane, die die Erfahrungswelten und das Lebensgefühl der zeitgenössischen Kubaner widerspiegeln. Dabei bricht er mit den früher üblichen Klischees. So werden eben auch Kubaner aus höheren Sozialschichten in einer Rolle als Täter dargestellt, was zu Zeiten des staatlich geförderten sozialistischen Kriminalromans (Luis Rogelio Nogueras, Daniel Chavarría) auf Kuba nicht möglich gewesen wäre.
In dem Roman „Der Mann, der Hunde liebte“ schildert er in drei Erzählsträngen das Leben Ramón Mercaders, Leo Trotzkis Zeit im Exil und das Leben des kubanischen Schriftstellers Iván, der Mercader zufällig am Strand von Havanna begegnet.

«. . . das Versprechen, so wenig wie möglich voreinander geheim zu halten, jenes Klima, in dem wahre Freundschaft gedeiht.»

Das „Havanna Quartett“ bildet auch die Grundlage für die 2016 gedrehte Fernsehserie „Four Seasons in Havana“, die in deutscher Sprache bei Netflix zu sehen war. Die Serie besteht aus vier Folgen, „Die Winde der Fastenzeit“, „Perfekte Vergangenheit“, „Masken“ und „Herbstlandschaften“. Leonardo Padura und seine Frau, die kubanische Drehbuchautorin Lucia López Coll haben dafür die Geschichten um den Polizeileutnant Mario Conde neu strukturiert und ihnen einen kinematographischen Rahmen verpasst.

## Auszeichnungen
Mit das „Meer der Illusionen“ wird Padura auf Platz 2 und mit „Labyrinth der Masken“ auf Platz 10 in der KrimiWelt-Bestenliste 2005 für den besten Kriminalroman des Jahres geehrt. Für „Adiós Hemingway“ erhielt Leonardo Padura 2007 den Deutschen Krimi Preis – International, 3. Platz, während er für „Das Meer der Illusionen“ und La Neblina del ayer zweimal mit dem renommierten spanischen Krimi-Preis Premio Hammett ausgezeichnet wurde. 2008 erreicht Padura mit „Der Nebel von gestern“ den 5. Platz in der KrimiWelt-Bestenliste für den besten Krimi des Vorjahres. 2011 wurde ihm der französische Prix Roger Caillois für Lateinamerikanische Literatur zugesprochen. 2012 erhielt er den kubanischen Nationalpreis für Literatur, 2013 den vom französischen Staat vergebenen Ordre des Arts et des Lettres. Für 2015 erhielt er den Prinzessin-von-Asturien-Preis für Literatur. 2023 wurde ihm der Pepe-Carvalho-Preis der Stadt Barcelona zugesprochen.

## Werke

### Romane
- Pasado perfecto, 1991 (= Las cuatro estaciones, Band 1)
  - Ein perfektes Leben. Deutsch von Hans-Joachim Hartstein. Unionsverlag, Zürich 2003, ISBN 3-293-00315-X (= Das Havanna-Quartett, Band 1).
- Vientos de cuaresma, 1994 (= Las cuatro estaciones, Band 2)
  - Handel der Gefühle. Unionsverlag, Zürich 2004, ISBN 3-293-00322-2 (= Das Havanna-Quartett, Band 2).[7]
- Máscaras, 1997 (= Las cuatro estaciones, Band 3)
  - Labyrinth der Masken. Unionsverlag, Zürich 2005, ISBN 3-293-00323-0 (= Das Havanna-Quartett, Band 3).
- Paisaje de otoño, 1998 (= Las cuatro estaciones, Band 4)
  - Das Meer der Illusionen. Unionsverlag, Zürich 2005, ISBN 3-293-00324-9 (= Das Havanna-Quartett, Band 4).[8]
- Adiós Hemingway, 2001
  - Adios Hemingway. Deutsch von Hans-Joachim Hartstein. Unionsverlag, Zürich 2006, ISBN 3-293-00362-1 (= Mario Conde, Band 5).
- La novela de mi vida, 2002
  - Die Palme und der Stern. Unionsverlag, Zürich 2015, ISBN 978-3-293-00485-6.[9]
- La neblina del ayer, 2005
  - Der Nebel von gestern. Unionsverlag, Zürich 2008, ISBN 978-3-293-00388-0 (= Mario Conde, Band 6).
- El hombre que amaba a los perros, 2009
  - Der Mann, der Hunde liebte. Unionsverlag, Zürich 2011, ISBN 978-3-293-00425-2.
- La cola de la serpiente, 2011
  - Der Schwanz der Schlange. Unionsverlag, Zürich 2012, ISBN 978-3-293-00440-5 (= Mario Conde, Band 7).
- Herejes, 2013
  - Ketzer. Unionsverlag, Zürich 2014, ISBN 978-3-293-00469-6 (= Mario Conde, Band 8).
- La transparencia del tiempo, 2018
  - Die Durchlässigkeit der Zeit. Unionsverlag, Zürich 2019, ISBN 978-3-293-00542-6 (= Mario Conde, Band 9).
- Como polvo en el viento, 2020
  - Wie Staub im Wind. Deutsch von Peter Kultzen. Unionsverlag, Zürich 2022, ISBN 978-3-293-00579-2.
- Personas Decentes, 2022
  - Anständige Leute. Unionsverlag, Zürich 2024, ISBN 978-3-293-00621-8 (= Mario Conde, Band 10).

### Erzählungen
- Fiebre de caballos, 1988
- Según pasan los años, 1989
- El romance de Angerona 1990
- La puerta de Alcalá y otras cacerías, 1997
- La cola de la serpiente, 1998 (später zum gleichnamigen Roman ausgebaut)
- Nueve noches con Amada Luna, 2006
- Un hombre en una isla, Sed de belleza, Santa Clara 2012
- Aquello estaba deseando ocurrir, Tusquets, Barcelona 2015
  - Neun Nächte mit Violeta. Unionsverlag, Zürich 2016, ISBN 978-3-293-00505-1.

### Essays
- Con la espada y con la pluma. Comentarios al Inca Garcilaso de la Vega, 1984
- Colón, Carpentier, la mano, el arpa y la sombra, 1987
- El alma en el terreno, 1989 (Interviews)
- Lo real maravilloso. Creación y realidad, 1989
- Un camino de medio siglo. Alejo Carpentier y la narrativa de lo real maravilloso, 1994
- Modernidad, posmodernidad y novela policial, 2000
- José María Heredia. La patria y la vida. Ediciones Unión, Havanna 2003, ISBN 978-959-209-469-7.

### Journalistische Arbeiten
- El viaje más largo, 1994
- Los rostros de la salsa, 1997
- La noche triste de Chano Pozo, 2013 als E-Book bei iTunes wiederveröffentlichte biografische Reportage von 1985

### Fernsehfilme
- 2016: Die Winde der Fastenzeit, Regie: Felix Viscarret
- 2016: Perfekte Vergangenheit
- 2016: Masken
- 2016: Herbstlandschaften